# Ca l'Ernest
Ca l'Ernest és una obra noucentista de Capellades (Anoia) protegida com a Bé Cultural d'Interès Local.

## Descripció
La torre és de planta rectangular i coberta a dues vessants. Les façanes anterior i posterior estan compostes simètricament amb dos eixos, amb obertures de proporció vertical tancades amb reixes de barrots verticals, acabades amb una barana massissa de perfil trencat i ondulat. La façana longitudinal està composta amb tres eixos amb obertures de proporció vertical emmarcades. Els balcons estan protegits amb baranes de brèndoles verticals. La façana s'acaba amb un ràfec recolzat en mènsules. A la façana lateral, hi ha una amplíssima terrassa delimitada per una barana balustrada. La casa està envoltada d'un jardí i d'una zona boscosa que arriba fins a la carretera, on hi ha una porta d'accés. Fa un temps la família Bartrolí va fer una plantació de 100 arbres fruiters.

## Història
La va fer construir l'any 1912 Ernest Asbert i Soler, nascut a Jamaica i comerciant de joguines, el qual tenia una botiga al carrer de Portaferrissa de Barcelona anomenada "El Nilo". El cognom Asbert és dels que es repeteixen entre la colònia d'estiuejants que arribaven a Capellades a inicis del segle xx.